# Río Amacuzac
El río Amacuzac es un río que está ubicado en el estado de Morelos, siendo el río más extenso del estado con aproximadamente 104 km de largo. Se origina en las faldas del Nevado de Toluca y desemboca hacia el sur en el río Balsas. Divide en dos la sierra de Huautla y una parte del río se encuentra en la reserva de la biosfera Sierra de Huautla. El río Amacuzac es conocido por la práctica de deportes extremos como el rafting.

## Geografía
El río Amacuzac es uno de los afluentes más importantes del río Balsas. El cual tiene su origen en las laderas del Nevado de Toluca, en el Estado de México, donde se le conoce como Río Texcatitlán. El río Amacuzac recorre el valle de Almoloya de Alquisiras, después de 75 km llega a la sierra de Cacahuamilpa, luego desaparece al pie del cerro Jumil y se convierte en un río subterráneo. 
Cuando emerge la corriente se le conoce como río Amacuzac, en territorio del estado de Morelos. El río Cuautla desemboca en el río Amacuzac y atraviesa Amacuzac. Recibe el caudal del río Chiquito que recoge las aguas de Tembembe y Chalma. Finalmente llega al lugar llamado Balseadero donde sigue su recorrido de unos 104 km avanzando hacia el suroeste, saliendo de Morelos para incorporarse al río Balsas. 

## Ambiente
El río Amacuzac se ubica en una zona tropical y tiene una superficie hidrológica de 117,406 km², distribuida en tres subregiones: Alto Balsas 50.409 km km², Balsas Medio 31.951 km² y Balsas Inferior 35.046 km².  Existen un total de 45 especies, 32 géneros y 10 familias de escarabajos acuáticos y semiacuáticos viven cerca del río Amacuzac.  El clima que prevalece cerca del río es el cálido húmedo, principalmente en la parte baja del río Amacuzac.  El río Amacuzac es el principal cuerpo de agua de la reserva de la biosfera Sierra de Huautla, y fluye a lo largo de más de 60 km dentro de la reserva. 

## Actividades
Durante la temporada de lluvias, el río Amacuzac crece lo suficiente como para permitir la práctica de algunos deportes extremos como el rafting. El río se divide en dos partes, alta y baja. La parte alta tiene aproximadamente 15 kilómetros de largo y es tranquila. Los ríos se clasifican según su grado de turbulencia, del nivel I al VI, siendo el I el más tranquilo y el VI el más peligroso. En la parte baja del río Amacuzac los rápidos pueden ser de categoría III o IV. 